# Fosfato monocálcio
Fosfato monocálcio (também conhecido como fosfato monocálcico, ortofosfato monocálcio ou fosfato di-hidrogenado de cálcio) é um composto químico de fórmula Ca(H2PO4)2.
É um cristal branco, com massa molar 234,06 g/mol e densidade 2,22 g/cm3
O fosfato monocálcio anidro é produzido quimicamente para o uso comercial. É um produto utilizado na indústria alimentícia como tamponante, agente fixador, fermento químico, suplemento mineral e nutriente.